# Stillahavsflundra
Stillahavsflundra (Limanda aspera) är en fiskart som först beskrevs av Pallas, 1814.  Stillahavsflundra ingår i släktet Limanda och familjen flundrefiskar. Inga underarter finns listade i Catalogue of Life.